# بيانات نووية
البيانات النووية هي مجموعة نتائج حصل عليها الفزيائيون خلال أبحاثهم العلمية في مجال الفيزياء النووية ، مرتبة في جداول . ويهتم بها الفيزيائيون كما يستفاد منها صناعيا في المجال النووي والمفاعلات النووية . وهي تجمع خواص المواد النووية ، مثل التفاعلات النووية و التصادم النووي والانكسار ، ويمكن قياسها وتعيين تغيرها بتغير طاقة الجسيمات أو تغير العنصر وغيرها . وهي تحتوي في نفس الوقت على خواص النيوترونات والبروتونات و الديوترون أشعة ألفا ومعظم النظائر
الذرية التي تستعمل في المعامل والمعاهد العلمية .

## اقرأ أيضا
- تفاعل نووي
- قوة نووية

## وصلات خارجية
- IAEA Nuclear Data Centre: Nuclear Data Services